# تيريل تيلفورد
تيريل تيلفورد (بالإنجليزية: Terrell Tilford)‏ هو ممثل أمريكي، ولد في 22 يوليو 1969 بلوس أنجلوس في الولايات المتحدة.

## وصلات خارجية
- تيريل تيلفورد على موقع IMDb (الإنجليزية)
- تيريل تيلفورد على موقع قاعدة بيانات الفيلم (الإنجليزية)